# Euophrys omnisuperstes
Espèce
Euophrys omnisuperstes est une espèce d'araignées aranéomorphes de la famille des Salticidae.

## Distribution
Cette espèce se rencontre au Népal et en Inde en Himalaya,.
Elle a été découverte en 1924 par Richard William George Hingston à 6 700 m d'altitude dans le massif de l'Everest,. Cela en fait l'organisme non microscopique permanent confirmé le plus haut sur Terre. Elle vit au fond des crevasses et il a été démontré en 1954 qu'elle se nourrit d'insectes gelés transportés sur place par le vent ainsi que de collemboles vivant jusqu'à 6 000 mètres d'altitude et se nourrissant de champignons et de lichens,.

## Description
Le mâle holotype mesure 3,8 mm et la femelle paratype 5,0 mm.
C'est une araignée brun foncé, noirâtre avec un reflet métallique sur la tête.

## Systématique et taxinomie
Cette espèce a été décrite par Wanless en 1975.

## Étymologie
L'épithète spécifique, omnisuperstes, vient du latin et signifie "qui se tient au-dessus de tout", en référence au statut d'organisme non microscopique permanent confirmé le plus haut sur Terre de l'espèce.

## Publication originale
- Wanless, 1975 : « Spiders of the family Salticidae from the upper slopes of Everest and Makalu. » Bulletin of the British Arachnological Society, vol. 3, no 5, p. 132-136.